# Anna Castberg
Anna Castberg (* 15. März 1948 in Tveje Merløse Sogn, Holbæk Kommune) ist eine dänische Hochstaplerin und ehemalige Museumsdirektorin.

## Leben und Werk

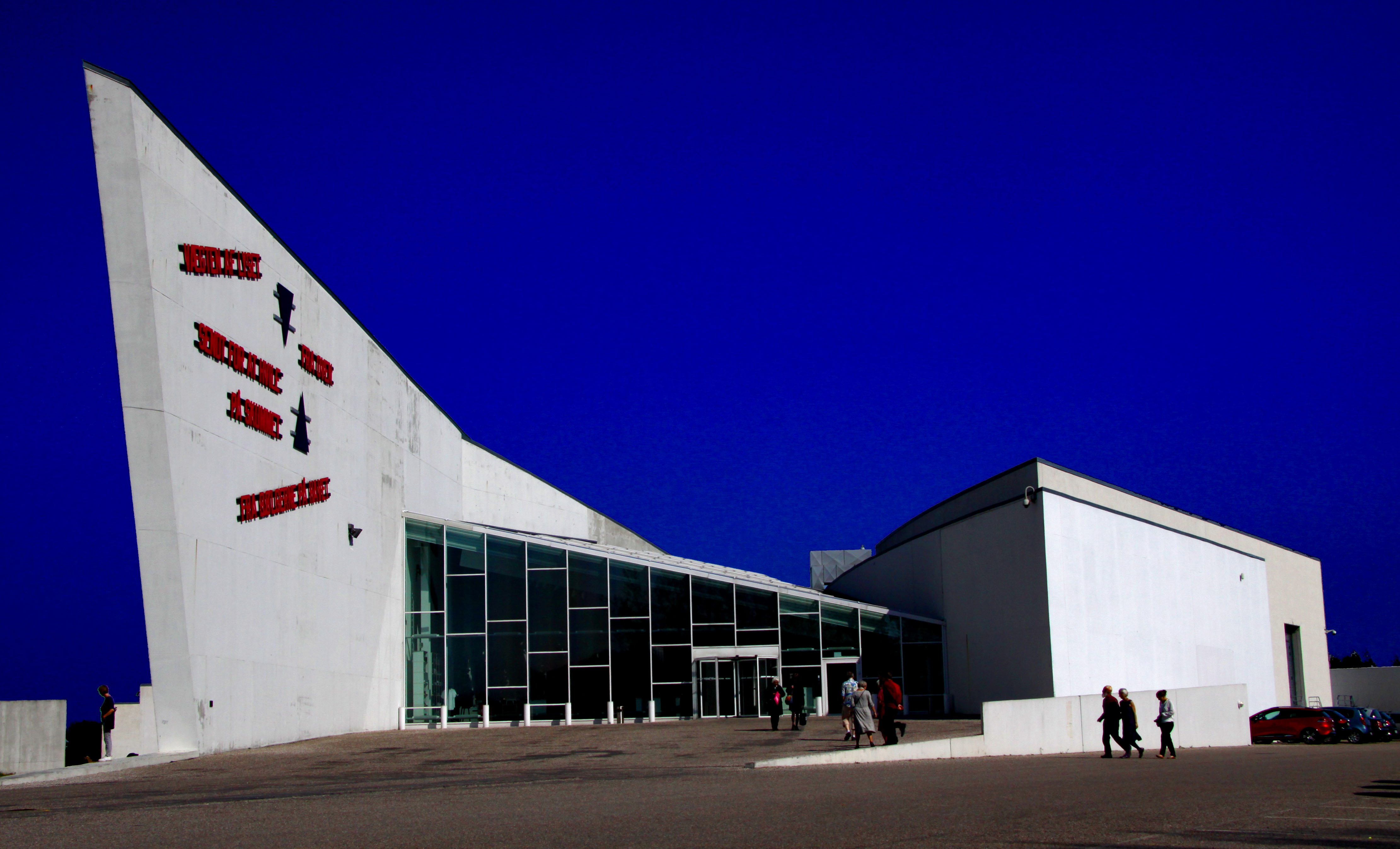
Arken Museum für moderne Kunst, Ishøj, Eingangsfront

Am 14. Dezember 1993 wurde die im Ausland lebende Dänin Anna Castberg zur Direktorin des geplanten Arken Museums für moderne Kunst in Ishøj bei Kopenhagen ernannt, das am 15. März 1996 in Anwesenheit der dänischen Königin Margrethe II. für das Publikum geöffnet wurde. Unter 14 hochqualifizierten Bewerbern ging der Job an die Kunsthistorikerin, die angeblich in Oxford und an der Sorbonne studiert und in London und Kopenhagen ihren Doktor gemacht hatte. Sie hatte angegeben, die tschechoslowakische Regierung und später große Londoner Auktionshäuser beraten zu haben und in Franco-Spanien eineinhalb Jahre im Gefängnis gesessen und dort gefoltert und vergewaltigt worden zu sein. Ihr Vater sei ein weltberühmter Atomphysiker namens Jörgensen gewesen.
Am 16. August desselben Jahres war Anna Castberg gezwungen, von ihrem Amt als Museumsdirektorin zurückzutreten. Die Finanzen des Museums waren erschöpft, und Castberg hatte das Beratungsbudget des Museums um rund 800.000 DKK überschritten. Der eigentliche Grund für die Entlassung war jedoch, dass sie ihren Lebenslauf komplett frei erfunden hatte. Sie hatte niemals studiert und schon gar keine Abschlüsse absolviert. In Tschechien erinnerte man sich, dass sie zwei Museumsläden eröffnen wollte, woraus aber nichts wurde. Das Empfehlungsschreiben von der Dänischen Botschaft in London hatte sie einem naiven Botschaftsangehörigen herausgelockt. Bei den von ihr genannten Arbeitgebern war sie unbekannt. Und niemand kannte einen Atomphysiker Jörgensen.
Nach ihrer Entlassung war Castberg zunächst verschwunden und meldete sich später aus London, um in einem Interview ihre Hochstapelei zuzugeben und sich zu entschuldigen. Anschließend arbeitete sie in England als Psychotherapeutin.
Eines von Anna Castbergs wirklichen Verdiensten war die Folksong-Single The Rose of Loneliness/The One I Love, die sie im Alter von 17 Jahren unter dem Pseudonym Leslie-Ann Beldamme bei der britischen Plattenfirma Decca veröffentlicht hatte. Das Album verkaufte sich 9.000 Mal.

## Literarische Verarbeitung
- Der Dramatiker Erling Jepsen schrieb die Schwindlerkomödie Anna og Tyngdeloven, die auf dem Leben von Anna Castberg basiert und von einer Frau namens Anna Riber Hofdahl handelt. Das Stück wurde 2002 in der Skalascene des Århus Theaters aufgeführt.
- Anna Castberg wird auch durch die Figur Lola (Laila Petrova) in Leif Davidsens Roman Der Augenblick der Wahrheit (Lime’s billede) verkörpert.
- Ole Hyltofts Roman Der Mord im Museum. Die Ann-Belgrave-Affäre wurde ebenfalls von Castberg inspiriert.[5]